# RS 10 Christiania
Le RS 10 Christiania est un ancien canot de sauvetage norvégien reconverti en voilier de plaisance.

Son port d'attache actuel est Oslo en Norvège depuis 2008.

Son immatriculation est : RS 10, portée sur la grand-voile dans un cercle rouge

## Histoire
Le Christiania a été construit en 1896 au chantier naval Carl Arnold à Oslo (ex-Christiania) sur des plans de l'architecte naval norvégien Colin Archer. Il a servi au sauvetage jusqu'en 1932.

Puis il a été motorisé pour une reconversion au transport de fret. En 1960 il est transformé en ketch de plaisance.

Remis en état, il participe aux fêtes maritimes de Douarnenez, en 1988, où il gagne le prix de la meilleure restauration.

En 1997, il subit une voie d'eau à cause d'un grand choc sur une vague et coule  à grande profondeur. Il est renfloué deux ans après par un navire d'exploration pétrolière. Peu endommagé, il est restauré et renavigue dès 2000.
Il est l'un des 3 derniers représentants, toujours en état de naviguer, des canots de sauvetage de plan Colin Archer, avec le RS 1 Colin Archer (1893) et le SR 14 Stavanger (1901). Durant sa carrière vouée à la société norvégienne de sauvetage en mer il a sauvé 257 personnes et assisté plus de 2800 bateaux.
Il a été présent  à Brest 2008 et aux Les Tonnerres de Brest 2012.

## Caractéristique
Ce ketch aurique possède 2 mâts : Une grand-voile à corne et un fléche sur le grand mât, ainsi qu'un foc sur bout-dehors, un artimon sur le mât d'artimon .